# ورونیکا رین
ورونیکا رین (انگلیسی: Veronica Rayne؛ زاده ۲۹ نوامبر ۱۹۷۶)، یک بازیگر پورنوگرافی اهل ایالات متحده آمریکا است.
از فیلم‌ها یا برنامه‌های تلویزیونی که وی در آن نقش داشته است می‌توان به دزدان دریایی۲ اشاره کرد.